# Raionul Dubăsari (Transnistria)
Raionul Dubăsari (în rusă Дубоссарский район) este un raion din Republica Moldova, situat în Transnistria. De jure ține de Unitățile administrativ-teritoriale din stânga Nistrului, dar de facto, în urma războiului din 1992, raionul este împărțit în două: o parte controlată de Republica Moldova și o parte controlată de autoritățile separatiste de la Tiraspol, care include și orașul Dubăsari.
Se învecinează în vest cu raionul Criuleni, în nord cu raionul Rîbnița și în sud cu raionul Grigoriopol, iar la est cu Ucraina. Numele derivă din cuvântul „dubasă”.

## Istoric
Raionul Dubăsari a fost fondat la 12 octombrie 1924 ca parte componentă a Republicii Autonome Sovietice Socialiste Moldovenești, în componența Republicii Sovietice Socialiste Ucrainiene.
În 1940, după ocuparea Basarabiei și Bucovinei de Nord de către Uniunea Sovietică, a fost formată RSS Moldovenească, în care au intrat și unele părți din desființata RASS Moldovenească, inclusiv raionul Dubăsari. În timpul celui de-al Doilea Război Mondial teritoriul raionului a intrat o perioadă sub administrație românească, devenind parte din județul Dubăsari. 
După 1945, raionul a intrat în componența Republicii Socialiste Sovietice Moldovenești.

## Populație
Conform recensământului sovietic din 1989 (ultimul recensământ înaintea războiului din Transnistria), populația raionului era de 78.100 locuitori, din care 35.500 în mediul urban (orașul Dubăsari). Pe grupuri etnice, erau 53.300 moldoveni (68,2%), 13.300 ucraineni (17,1%), 9.700 ruși (12,4%). La sate populația moldovenească era de 88,9%, dar în orașul Dubăsari - de 43,4%.

### Structura etnică
Structura etnică se referă la raionul Dubăsari în totalitate (porțiunea contralată de autoritățile statale și respectiva, care este controlată de separatiști).
| Grup etnic                               | Populație  | % Procentaj* |
| ---------------------------------------- | ---------- | ------------ |
| Moldoveni (declarați) Români (declarați) | 51.534 102 | 72,84% 0,15% |
| Ucraineni                                | 11.115     | 15,71%       |
| Ruși                                     | 7.736      | 10,93%       |
| Belaruși                                 | 185        | 0,26%        |
| Bulgari                                  | 150        | 0,21%        |
| Găgăuzi                                  | 137        | 0,19%        |
| Armeni                                   | 126        | 0,18%        |
| Germani                                  | 63         | 0,09%        |
| Polonezi                                 | 53         | 0,07%        |
| Alții                                    | 360        |              |

## Diviziuni administrative
Raionul Dubăsarii are 15 localități dintre care: 11 comune și 4 sate.

### Comune și sate
Pe teritoriul fostului raion Dubăsari exista un oraș — Dubăsari, 11 comune cu 15 sate in prezent controlate de Chișinău și 9 comune cu 20 de sate controlate de separatiști.
Satele controlate de Chișinău: 
| 1. Cocieri, pe partea stângă a Nistrului. 1. Vasilievca 2. Corjova, pe partea stângă a Nistrului. 1. Mahala 3. Coșnița, pe partea stângă a Nistrului. 1. Pohrebea 4. Doroțcaia, pe partea stângă a Nistrului. 5. Holercani, pe partea dreaptă a Nistrului. 6. Marcăuți, pe partea dreaptă a Nistrului. 7. Molovata, pe partea dreaptă a Nistrului. 8. Molovata Nouă, pe partea stângă a Nistrului. 1. Roghi 9. Oxentea, pe partea dreaptă a Nistrului. 10. Pîrîta, pe partea stângă a Nistrului. 11. Ustia, pe partea dreaptă a Nistrului. |

Satele controlate de separatiști: Comisarovca Nouă, Bosca, Coșnița Nouă, Pohrebea Nouă, Crasnîi Vinogradari, Afanasievca, Alexandrovca Nouă, Calinovca, Lunga Nouă, Doibani I, Doibani II, Coicova, Dubău, Goianul Nou, Dzerjinscoe,  Iagorlîc, Harmațca, Lunga, Țîbuleuca și Goian, situat pe cea mai mare insulă din Republica Moldova – Insula Goian.

## Economie
În raionul Dubăsari sunt înregistrate 458 societăți comerciale. Majoritatea populației activează în domeniul agrozootehnic. Complexul agrozootehnic e format din 9 societați unitare de stat, 8 cooperative de producție, o gospodărie colectivă și 13 întreprinderi din industria de prelucrare și întreprinderi de deservire. Suprafața terenurilor arabile — 25,6 mii ha.
Suprafața culturilor multianuale este de 2.136 ha, inclusiv 1.577 ha livezi și 474 ha viță de vie.
În raion fucționează Hidrocentrala Dubăsari, 10 întreprinderi în domeniul construcțiilor, 2 întreprinderi în domeniul industriei ușoare și Uzina Mecanică Dubăsari.

## Sectorul social
În raion funcționează 2 case de cultură orășenești și 9 sătești, 8 cluburi, 19 biblioteci (5 orășenești și 14 sătești), un muzeu de istorie locală, școala muzicală pentru copii și o școala de arte, ce are filiale și în satele Doibani, Coivova, Garmațcoe.
În sistemul de sănătate funcționează Spitalul Central Raional, Policlinica Raională, Policlinica Stomatologică, Centru de Igienă și Epidemiologie, Spitale Sătești de Sector în satele Doibani și Țîbulăuca.
Sistemul de învățământ are 44 Instituții de învățământ, în care sunt cuprinși circa 10 mii de copii de diferite vârste.

## Personalități
- Vladimir Voronin, fost președinte al Republicii Moldova, născut la Corjova
- Vasile Iovv, vice prim ministru al Republicii Moldova, născut la Dubăsari
- Ion Sapdaru, actor român, născut la Doroțcaia